# Mainxe-Gondeville
Mainxe-Gondeville – gmina we Francji, w regionie Nowa Akwitania, w departamencie Charente. W 2013 roku liczba ludności wynosiła 1264 mieszkańców. 
Gmina została utworzona 1 stycznia 2019 roku z połączenia dwóch ówczesnych gmin: Mainxe oraz Gondeville. Siedzibą gminy została miejscowość Gondeville. 